# Xenoplatyura bifida
Xenoplatyura bifida är en tvåvingeart som beskrevs av Cao och Xu 2007. Xenoplatyura bifida ingår i släktet Xenoplatyura och familjen platthornsmyggor. Inga underarter finns listade i Catalogue of Life.